# Cerebro anterior basal
Parte del cerebro humano, las estructuras basales del cerebro anterior están situadas en el cerebro anterior por delante y por debajo del cuerpo estriado. Incluyen los ganglios basales ventrales (incluidos el núcleo accumbens y el pálido ventral), el núcleo basal, la banda diagonal de Broca, la sustancia innominada y el núcleo septal medial. Estas estructuras son importantes en la producción de acetilcolina, que luego se distribuye ampliamente por todo el cerebro. Se considera que el cerebro anterior basal es la principal salida colinérgica del sistema nervioso central (SNC), centrada en la salida del núcleo basal. Se ha descubierto que la presencia de neuronas no colinérgicas que se proyectan a la corteza actúa con las neuronas colinérgicas para modular dinámicamente la actividad en la corteza.

## Función
Se sabe que la acetilcolina favorece la vigilia en el cerebro anterior basal. La estimulación del cerebro anterior basal da lugar a la liberación de acetilcolina, que induce la vigilia y el sueño REM, mientras que la inhibición de la liberación de acetilcolina en el cerebro anterior basal por la adenosina provoca el sueño de ondas lentas. El núcleo basal es el principal neuromodulador del cerebro anterior basal y da amplias proyecciones colinérgicas al neocórtex. El núcleo basal es una parte esencial del sistema neuromodulador que controla el comportamiento regulando la excitación y la atención. El núcleo basal también se considera un nodo crítico en el circuito de la memoria.
Se ha demostrado la importancia de las neuronas no colinérgicas de las estructuras basales del cerebro anterior en su trabajo conjunto con las neuronas colinérgicas de forma moduladora dinámica. Se considera que esto desempeña un papel importante en las funciones cognitivas.
La adenosina actúa sobre los receptores A1 de las neuronas colinérgicas del cerebro anterior basal. Esto provoca la hiperpolarización de las neuronas colinérgicas, lo que inhibe la liberación de acetilcolina.
La producción de óxido nítrico en el cerebro anterior basal es necesaria y suficiente para producir el sueño.

## Importancia clínica
La acetilcolina afecta a la capacidad de las células cerebrales para transmitirse información entre sí, y también favorece la plasticidad neuronal, o aprendizaje. Por lo tanto, los daños en el cerebro anterior basal pueden reducir la cantidad de acetilcolina en el cerebro y afectar al aprendizaje. Esta puede ser una de las razones por las que los daños en el cerebro anterior basal pueden provocar alteraciones de la memoria como amnesia. Una causa común de daño en la base del cerebro anterior es un aneurisma de la arteria comunicante anterior.
Se cree que los daños en el núcleo basal y sus proyecciones corticales están implicados en formas de demencia, en particular la demencia de Alzheimer y la demencia de la enfermedad de Parkinson. Se han realizado estudios sobre el uso de la estimulación cerebral profunda en el núcleo basal para el tratamiento de la demencia y, aunque se han obtenido algunos resultados positivos, todavía se están realizando ensayos.